# Hans von Seeckt
Hans von Seeckt (/hans fon zékt/; Johannes Friedrich Leopold von Seeckt; 22. dubna 1866 Schleswig – 27. prosince 1936 Berlín) byl německý důstojník, který za první světové války sloužil jako náčelník štábu Augusta von Mackensena a měl rozhodující význam při plánování vítězství, kterých Mackensen dosáhl na východní frontě.

## Život a kariéra
V době Výmarské republiky byl Seeckt v letech 1919 až 1920 náčelníkem štábu Reichswehru a od roku 1920 až do své rezignace v říjnu 1926 vrchním velitelem německé armády. Během tohoto období se věnoval reorganizaci armády a položil základ doktríny, taktiky, organizace a výcviku meziválečné německé armády. V době, kdy Seeckt německou armádu opustil, měl Reichswehr jasnou, standardizovanou operační doktrínu a přesnou teorii budoucích metod boje. To značně ovlivnilo vojenské kampaně vedené Wehrmachtem během první poloviny druhé světové války. I když Seeckt spustil několik programů, kterými obešel vojenská omezení stanovená Versailleskou smlouvou, jež formálně ukončila válečný stav mezi Německem a spojeneckými mocnostmi po první světové válce, byl kritizován za to, že nerozšiřoval rezervy důstojníků a vycvičených mužů, což bylo hlavní překážkou přezbrojení v dobách výmarské republiky.
Seeckt byl v letech 1930 až 1932 členem parlamentu. V letech 1933 až 1935 opakovaně působil v Číně jako vojenský poradce Čankajška ve své válce proti čínským komunistům a byl přímo zodpovědný za přípravu obklíčení, které vyústilo v řadu vítězství nad čínskou komunistickou armádou, což přinutilo Mao Ce-tunga vydat se na 9000 km dlouhý ústup, známý také jako Dlouhý pochod.